# (37561) Churgym
1988 CR (asteroide 37561) é um asteroide da cintura principal. Possui uma excentricidade de 0.09774660 e uma inclinação de 22.95500º.
Este asteroide foi descoberto no dia 13 de fevereiro de 1988 por Eric Walter Elst em La Silla.